# Amerikanischer Kuhbaum
Der Amerikanische Kuhbaum (Brosimum utile), auch Milchige Nussfeige Kuhmilchbaum, Kuhbaum oder meist Milchbaum genannt, ist eine Pflanzenart aus der Gattung der Nussfeigen (Brosimum) innerhalb der Familie der Maulbeergewächse (Moraceae). Seine Unterarten sind in den Tropen von Zentralamerika bis zum nördlichen Südamerika heimisch.

## Beschreibung
Der Kuhmilchbaum wächst als immergrüner Baum, der Wuchshöhen von meist 20 bis 45 Meter und Stammdurchmesser (an der Basis) von 40 bis 50 Zentimeter erreicht. Der einfache Stamm ist aufrecht. Der Kuhbaum kann ein Alter von ungefähr 200 Jahren erreichen. Die dicke Borke ist gräulich und glatt oder warzig. Der Kuhmilchbaum enthält Milchsaft.
Die wechselständig angeordneten Laubblätter sind in Blattstiel und -spreite gegliedert. Der Blattstiel ist 0,5 bis 1,5, selten bis zu 2,5 Zentimeter lang. Die einfache, ledrige, ganzrandige und fast kahle Blattspreite ist an jungen Exemplaren bei einer Länge von bis zu 56 Zentimetern sowie einer Breite von bis zu 18 Zentimetern und an erwachsenen Exemplaren bei einer Länge von 7 bis 25 Zentimetern sowie einer Breite von 4 bis 14 Zentimetern eiförmig bis elliptisch, länglich oder verkehrt-eiförmig, -eilanzettlich mit spitzer bis fast keilförmiger Basis und rundspitzigem oder bespitztem bis zugespitztem oberen Ende. Es liegt Fiedernervigkeit vor mit meist 12 bis 28, selten bis zu 36 Seitennerven die intramarginal zusammenlaufen. Die abfallenden Nebenblätter sind 1 bis 4,5 Zentimeter lang und verwachsen.
Brosimum utile ist einhäusig gemischtgeschlechtlich (monözisch). In einem Blütenstand befinden sich männliche und wenige, meist eine, weibliche Blüten, sowie kleine Deckblätter. Auf einem 0,5 bis 1,5 Zentimeter langen Blütenstandsschaft befindet sich der 6 bis 8 Millimeter lange, meist kugelige Blütenstand. Die männlichen Blüten besitzen ein oder zwei Staubblätter und meist ein Perianth mit einigen Tepalen. Die weiblichen Blüten sind ohne Blütenhülle und mit einem unterständigen Fruchtknoten.
Es werden rundliche, etwa 2,5–3 Zentimeter große, feinwärzliche, schorfige und grün-rotbraune, steinfruchtartige, meist einsamige Früchte, Beeren (Scheinfrucht) im fleischigen Blütenboden gebildet. Der Samen ist groß, braun und rundlich.

## Verbreitung
Der Kuhmilchbaum gedeiht in tropischen Regenwäldern. Die Unterarten von Brosimum utile kommen Zentralamerika und im nördlichen Südamerika vor. Kultiviert wird der Kuhmilchbaum im tropischen Süd- und Südostasien.

## Systematik
Die Erstbeschreibung erfolgte 1825 unter dem Namen (Basionym) Galactodendrum utile durch Karl Sigismund Kunth in Friedrich Wilhelm Heinrich Alexander von Humboldt et al.: Nova Genera et Species Plantarum, 4. Auflage, Band 7, S. 163; ed. folio 7, S. 125. Die Neukombination zu Brosimum utile (Kunth) Oken erfolgte 1841 durch Lorenz Oken in Allgemeine Naturgeschichte, 3, 3, S. 1571, dort „Brosimum atile“ gedruckt. Zwei Homonyme wurden veröffentlicht: 1846 Brosimum utile (Kunth) Oken ex J.Presl durch Jan Svatopluk Presl in (V)Wšeobecný Rostlinopsis, 2, S. 1379 und 1918 durch Henri François Pittier in Contributions from the United States National Herbarium, 20, S. 102. Weitere Synonyme für Brosimum utile (Kunth) Oken sind: Alicastrum utile (Kunth) Kuntze, Piratinera utilis (Kunth) Baill., Brosimum galactodendron D.Don ex Sweet.
Von Brosimum utile gibt es mehrere Unterarten (Auswahl):
- Brosimum utile subsp. allenii (Woodson) C.C.Berg (Syn.: Brosimum allenii Woodson): Dieser Endemit kommt in Costa Rica nur in Puntarenas vor.
- Brosimum utile subsp. darienense C.C.Berg: Sie kommt nur in Panama vor.
- Brosimum utile subsp. magdalenense C.C.Berg: Sie kommt nur in Kolumbien vor.
- Brosimum utile subsp. occidentale C.C.Berg: Sie kommt nur im westlichen Kolumbien sowie im nordwestlichen  Ecuador vor.
- Brosimum utile subsp. ovatifolium (Ducke) C.C.Berg (Syn.: Brosimum ovatifolium Ducke): Sie ist in Französisch-Guyana, Guyana, Venezuela, Brasilien (nur in den Bundesstaaten Amazonas, Mato Grosso, Pará), Bolivien, Kolumbien, Ecuador sowie Peru verbreitet.
- Brosimum utile subsp. utile: Sie kommt von Panama bis ins nördliche Venezuela sowie nördliche Kolumbien vor.

## Nutzung
Der Milchsaft des Kuhmilchbaumes ist trinkbar und erinnert im Geschmack an Kuhmilch, worauf die Trivialnamen dieser Pflanzenart zurückgehen. Er ist ähnlich wie derjenige von Brosimum alicastrum oder von Manilkara huberi. Die fleischigen Früchte werden roh oder gegart und gesalzen gegessen. Der Milchsaft enthält wachsähnliche Substanzen und wird zur Herstellung von Kerzen verwendet.
In der Vergangenheit wurde der Rindensaft zur Herstellung von Kaugummi genutzt. In der regionalen Naturheilkunde dient der Saft zur Behandlung von Magenproblemen. Das relativ leichte und weiche, nicht besonders beständige Holz des Milchbaumes dient zur Möbelherstellung und anderem.